# Dragão eslavo

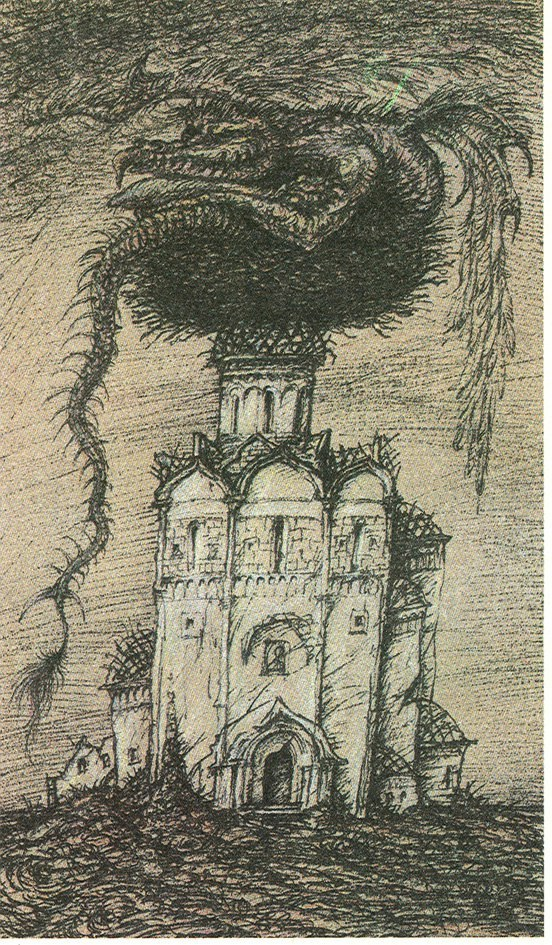
Mikhail Zlatkovsky. Caricatura do renascimento do paganismo na Rússia. 1977

Um dragão eslavo é qualquer dragão da mitologia eslava, incluindo o russo zmei (ou zmey ; змей ), ucraniano zmiy ( змій ), e suas contrapartes em outras culturas eslavas: o búlgaro zmey ( змей ), o drak eslovaco e o šarkan, o drak tcheco, żmij polonês , o servo-croata zmaj ( змај ), o macedônio zmej (змеј) e o esloveno zmaj. O romeno zmeu também é um dragão eslavo, mas uma etimologia não cognata foi proposta.
Um zmei pode ser parecido com um animal ou humano, às vezes cortejando mulheres, mas frequentemente desempenha o papel de principal antagonista na literatura russa . Nos Bálcãs, o tipo zmei é geralmente considerado como benevolente, em oposição aos dragões malévolos conhecidos como  bg . , ala ou hala , ou aždaja.
O smok polonês (por exemplo Dragão Wawel de Cracóvia ) ou o smok ucraniano ou bielorrusso (смок), tsmok (цмок), também podem ser incluídos. Em algumas tradições eslavas , a fumaça é uma cobra comum que pode se transformar em um dragão com a idade.
Alguns dos motivos comuns relacionados aos dragões eslavos incluem sua identificação como mestres do clima ou fonte de água; que começam a vida como cobras; e que tanto o homem quanto a mulher podem se envolver romanticamente com humanos.

## Etimologia
Os termos eslavos descendem do protoeslavo *zmьjь . A outra derivação de que o servo-croata zmaj "dragão" e zemlja "terra" descendem da mesma raiz proto-eslava zьm-, do grau zero do proto-indo-europeu *ǵhdem, foi proposta pelo linguista croata Petar Skok. A erudição lituana também aponta que a conexão da cobra ( zmey ) com o reino terrestre é ainda mais pronunciada em encantamentos populares, uma vez que seu nome significaria etimologicamente 'terrestre (ser); aquilo que rasteja no subsolo'.
As formas e grafias são russas: zmei ou zmey змей (pl. zmei зме́и ); Ucraniano: zmiy змій (pl. zmiyi змії ); Búlgaro: zmei змей (pl. zmeiove змейове ); polonês zmiy żmij (pl. żmije ); servo-croata zmaj змај (pl. зма̀јеви ); Esloveno zmaj zmáj ou zmàj (pl. zmáji ou zmáji ).

## Dragões eslavos balcânicos

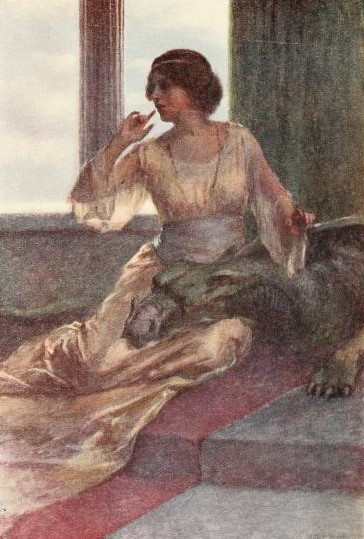
Conto sérvio "Um pavilhão nem no céu nem na terra". —Pintura de William Sewell

No folclore búlgaro, o zmei às vezes é descrito como uma criatura semelhante a uma serpente coberta de escamas com quatro pernas e asas de morcego, outras vezes como meio homem, meio cobra, com asas e uma cauda de peixe.
Na Bulgária, este zmei tende a ser considerado uma criatura guardiã benevolente, enquanto o lamya e o hala eram vistos como prejudiciais aos humanos.

### Zmei
Um tema favorito das canções folclóricas era o homem zmey -amante que pode se casar com uma mulher e levá-la para o submundo, ou uma mulher zmeitsa (zmeitza) que se apaixona por um pastor.   Quando um zmei se apaixona por uma mulher, ela pode "definhar, definhar, empalidecer, negligenciar-se... e geralmente agir de maneira estranha", e a vítima atingida pela doença só poderia ser curada tomando banho em infusões de certas ervas, segundo a superstição. 
Na Sérvia, há o exemplo da canção épica Carica Milica i zmaj od Jastrepca ( em sérvio:  Царица Милица и змај од Јастрепца   ) e sua versão folclórica traduzida como "The Tsarina Militza and the Zmay of Yastrebatz". 

### Zmaj dos contos de fadas sérvios
O dragão zmaj nos contos de fadas sérvios, no entanto, tem papéis sinistros em vários casos. No conhecido conto  "Um Pavilhão Nem no Céu nem na Terra" o príncipe mais jovem consegue matar o dragão ( zmaj ) que guarda as três princesas mantidas em cativeiro.
A coleção de contos populares de Vuk Karadžić tem outros exemplos. Em " A macieira dourada e as nove pavoas ", o dragão leva embora a donzela pavoa que é a amante do herói. Em " Baš Čelik " o herói deve enfrentar um dragão-rei.

### Outros dragões balcânicos malignos
Há alguma sobreposição ou fusão da lamia e da hala (ou halla ), embora a última seja geralmente concebida como um "redemoinho". Ou pode ser descrito como diferenças regionais. A lamia no leste da Bulgária é o adversário do benevolente zmei, e o hala ou ala toma seu lugar no oeste da Bulgária.
Este motivo de herói contra o dragão do mal (lamia, ala/hala ou aždaja) é encontrado de forma mais geral em toda a região eslava dos Bálcãs. Às vezes, esse herói é um santo (geralmente São Jorge). E depois que o herói corta todas as suas (três) cabeças, "três rios de trigo, leite e vinho" fluem dos tocos.

## Representações

Brasão de armas de Moscou

Existem estruturas naturais e artificiais que possuem conhecimento de dragão ligado a elas. Há também representações em escultura e pintura. Na iconografia, São Jorge e o Dragão são proeminentes nas áreas eslavas. O dragão é um motivo comum na heráldica, e o brasão de várias cidades ou famílias retrata dragões.
A Ponte do Dragão ( em esloveno:  Zmajski most ) em Ljubljana, Eslovênia retrata dragões associados à cidade ou considerados os guardiões da cidade, e o brasão da cidade apresenta um dragão (representando aquele morto por Kresnik).
O brasão de armas de Moscou também representa um São Jorge (simbolizando o cristianismo ) matando o Dragão (simbolizando a Horda Dourada ). 
Algumas estruturas pré-históricas, principalmente a Muralha da Serpente perto de Kiev, foram associadas a dragões como símbolos de povos estrangeiros. 

### Na cultura popular
- Ilya Muromets (1956 film), Zmey Gorynych, or as 'Zuma the Fire Dragon' in the English version.
- Dobrynya Nikitich& [ru] (1965 animation, Soyuzmultfilm)
- Čardak ni na nebu ni na zemlji [sr] ("A Pavilion Neither in the Sky nor on the Earth", 1978 animation)

## Ver também

Brasões de Ljubljana